# Brennero
Pour les articles homonymes, voir Brenner.
Brennero (en allemand, Brenner) est une commune italienne d'environ 2 200 habitants située dans la province autonome de Bolzano dans la région du Trentin-Haut-Adige, dans le Nord-Est de l'Italie.

## Répartition des langues
Selon le recensement de 2011, la plupart des habitants (80.9 %) parlent l'allemand comme langue maternelle, 18,6 % parlent l'italien nativement et 0,5 % le ladin.

## Géographie
La commune de Brennero se trouve à la frontière austro-italienne, aux confins de la province italienne de Bolzano et de la province autrichienne du Tyrol du Nord. Sa superficie de 114,30 km2 se répartit à peu près également entre la vallée de la Wipptal, sur le versant méridional du col du Brenner (altitude de 1 370 m) et la vallée du Pflersch.

## Culture
Du fait de sa position dans le Trentin la ville possède une culture italienne et germanique

## Administration
| Période                                  | Période  | Identité           | Étiquette | Qualité |
| ---------------------------------------- | -------- | ------------------ | --------- | ------- |
| 2005                                     | 2009     | Christian Egartner | SVP       |         |
| 2009                                     | en cours | Franz Kompatscher  | SVP       |         |
| Les données manquantes sont à compléter. |          |                    |           |         |

### Hameaux
Colle Isarco (Gossensaß en allemand), Fleres, Ponticolo, Terme di Brennero

### Communes limitrophes
Les communes limitrophes sont  Gries am Brenner, Gschnitz, Neustift im Stubaital, Obernberg am Brenner, Racines, Val di Vizze et Vipiteno.